# 2005年度TVB8金曲榜頒獎典禮得獎名單
2005年度TVB8金曲榜頒獎典禮

## 得獎名單

### TVB8金曲榜金曲獎
- 戀愛達人 - 羅志祥、徐熙娣
- 希望 - 陳慧琳
- 老鼠愛大米 - 王啟文
- 我的愛 - 孫燕姿
- 見習愛神 - Twins
- 童話 - 光　良
- 遇見了你 - 陳奕迅
- 愛可以問誰 - 李克勤
- 大城大事 - 楊千嬅
- 明日恩典 - 容祖兒

### TVB8金曲榜最佳男新人獎
- 金獎：張
- 銀獎：郭力行
- 銅獎：王浩信

### TVB8金曲榜最佳女新人獎
- 金獎：同　恩
- 銀獎：王菀之
- 銅獎：林　苑

### TVB8金曲榜最佳音樂組合獎
- 金獎：Twins
- 銀獎：達明一派
- 銅獎：Soler

### TVB8金曲榜全球觀眾最愛粵語歌曲獎
- 希望 - 陳慧琳
- 夕陽無限好 - 陳奕迅
- 勁歌金曲 - 古巨基

### TVB8金曲榜最佳作曲獎
- 童話 - 光　良

### TVB8金曲榜最佳作詞獎
- 唏涮涮 - 大張偉

### TVB8金曲榜最佳編曲獎
- 大城小事 - 雷頌德

### TVB8金曲榜最佳歌曲監製獎
- Forever Love - 王力宏

### TVB8金曲榜最佳音樂錄影帶演繹獎
- 越唱越強 - 容祖兒

### TVB8金曲榜內地觀眾最愛男歌手獎
- 羅志祥

### TVB8金曲榜內地觀眾最愛女歌手獎
- 陳慧琳

### TVB8金曲榜最受歡迎男歌手獎
- 李克勤

### TVB8金曲榜最受歡迎女歌手獎
- 孫燕姿

### TVB8金曲榜金曲金獎
- 童話 - 光　良